# FS 880
Die Dampflokomotiven der Gattung FS 880 der Ferrovie dello Stato Italiane (FS) waren Tenderlokomotiven für den Einsatz auf flachen Strecken mit leichten Personen- und Güterzügen. Sie entstand aus der Gattung 875 durch Anwendung der Heißdampftechnik.

## Geschichte
Die Lokomotiven der Gattung 880 war eine der ersten kleineren Lokomotiven, die als Heißdampflokomotive ausgeführt wurde – eine Technik, die zuvor den großen Lokomotiven vorbehalten war. Es wurden von 1916 bis 1922 von Breda 60 Lokomotiven mit den Nummern 880.001 bis 880.060 gebaut, weitere 28 Lokomotiven entstanden durch Umbau von Nassdampflokomotiven der Gattung 875 in den Jahren 1931 bis 1933. Diese wurden ebenfalls der Gattung 880 zugeordnet, wobei die laufende Betriebsnummer der Gattung 875 um 100 erhöht wurde, sodass beispielsweise aus der 875.075 die 880.157 entstand.
Durch den Überhitzer wurde der Wirkungsgrad der Lokomotive erhöht, sodass weniger Kohle verbraucht wurde. Die Lokomotiven waren besonders geeignet für Lokal- und Nebenbahnen, wo durch die häufigen Halte die Dampferzeugung immer wieder unterbrochen wurde.
Die Lokomotiven waren ein erfolgreicher, vielseitig einsetzbarer Entwurf, der außer in Sizilien und auf Sardinien in ganz Italien zum Einsatz kam. Große Stückzahlen waren in den Depots Cremona, Novara und Cuneo beheimatet. Einige Lokomotiven wurden auch an andere Bahnen vermietet, so waren bei den Ferrovie del Sud Est (FSE) 13 Mietlokomotiven im Einsatz. Auch bei der Ferrovia Alta Valtellina stand in den 1960er-Jahren eine im Einsatz.
In den letzten Betriebsjahren wurden die 880er im Rangierdienst eingesetzt. Der letzte Streckendienst absolvierten Lokomotiven aus dem Depot Cuneo, welche bis 1978 die Strecke Airasca–Saluzzo befuhren, weil der Zustand der Strecke so schlecht war, dass sie nicht mit den schwereren Diesellokomotiven befahren werden konnte.
Nach der Ausmusterung Mitte der 1980er-Jahre blieben 18 Lokomotiven erhalten, wovon einige noch betriebsfähig sind.

## Technik
Das Fahrwerk besteht aus einem Blechrahmen mit der Laufachse und den drei Kuppelachsen. Die Laufachse ist mit der ersten Kuppelachse zu einem Carello Italiano verbunden. Der Kessel ist mit einem Überhitzer ausgerüstet.  Das Triebwerk ist als Zweizylinder-Heißdampfmaschine  mit Kolbenschieber und Walschaerts-Steuerung ausgerüstet.